# 艾氏盲電鰩
艾氏盲電鰩（學名：Typhlonarke aysoni），又稱艾氏盲電鱝，為軟骨魚綱電鰩目單鰭電鰩科盲電鰩屬的一種，分布於西南太平洋紐西蘭海域，為特有種，深度65至900公尺，本魚體盤近圓形，約佔總長度的70%，邊緣相當薄，眼睛退化埋入皮膚下方，眼睛後方是橢圓形的氣門，邊緣凸起、光滑。鼻孔間隔緊密，外緣捲曲，形成肉質的裙狀簾，幾乎到達口腔，嘴小，牙齒呈梅花形排列，每顎都有10-12排齒，五對鰓縫短而彎曲，腹鰭的後部與胸鰭平滑地融合，單一背鰭呈長方形，後緣呈圓形，尾巴短粗且兩側都有些微的側向皮膚褶皺，末端有一個近圓形的尾鰭，尾鰭的長度略長於高度，背部為棕色，顏色向尾部逐漸變深，腹部呈米色，體長可達45公分，棲息在沿海沙泥底質海域，為底棲性魚類，屬肉食性，以多毛類為食，體內的發電器官，可能用來防禦或捕食，胎生，生活習性不明。